# Rubicow
A Rubicow a 2006-os budapesti TehénParádé legnépszerűbb darabja, Dobos Andrea és Kóczián Veronika alkotása.

## Leírása
A Rubicow egy elforgatott Rubik-kocka formájú „tehén”. Megtalálható rajta a hat szín, piros, narancssárga, fehér, kék, sárga és zöld. Testrészei a kockákból lógnak ki. Négy különböző irányba álló lába különböző színű, tőgye és feje fehér.

## TehénParádé 2006
A 2006-os TehénParádén állították ki, Budapesten. Egy esetben nagyon súlyosan megrongálták, letépték a fejét és felgyújtották. Ennek ellenére a legnépszerűbb alkotás lett 2006-ban. Kezdetben a Kálvin téren volt látható, majd a kiállítás végén a Millenáris Parkba került.

## TehénParádé 2007
A 2. magyar TehénParádé keretében, közkívánatra, ismét kiállították. A nézők Siófokon, Pécsett, Debrecenben, Győrben, Szegeden, majd legvégül Budapesten, az Erzsébet téren láthatták.